# Syzygium phaeophyllum
Syzygium phaeophyllum är en myrtenväxtart som beskrevs av Elmer Drew Merrill och Lily May Perry. Syzygium phaeophyllum ingår i släktet Syzygium och familjen myrtenväxter. IUCN kategoriserar arten globalt som akut hotad. Inga underarter finns listade i Catalogue of Life.